# Ianthasaurus
Ianthasaurus es un género de sinápsidos pelicosaurios que vivieron durante el Carbonífero Superior, emparentado con Edaphosaurus. Es uno de los pelicosaurios más pequeños que se conocen, con un cráneo de solo 8 cm y una longitud corporal de 75 cm. A pesar de su relación con Edaphosaurus, carece de muchas de las especializaciones propias de este. Por ejemplo, la dentición lateral de Ianthasaurus es similar a la de reptiles insectívoros, con los dientes delgados cónicos que son ligeramente encorvados en las puntas, y hay un desarrollo leve de una región caniniforme. 
La dentición palatal y mandibular no es especializada, y no hay ninguna fila de dientes para triturar plantas. También a diferencia de Edaphosaurus, Ianthasaurus tenía una constitución esbelta y era probablemente bastante ágil. El cráneo era similar al de Haptodus, otro esfenacodóntido, aunque solo lejanamente.

## Descubrimiento
Fue nombrado por Robert R. Reisz y David Berman en 1986. Fue descubierto por ellos en el lago Shale del "Upper Pennsylvanian Rock", en la Formación Stanton, cerca de Garnett, Kansas.